# Giancarlo Galan
Giancarlo Galan (n. 10 septembrie 1956, Padova, Italia) este un politician italian.